# Albert Klotz (Lehrer)

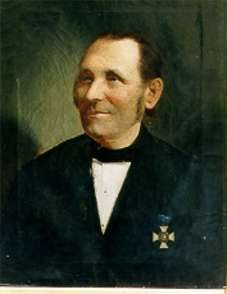
Albert Klotz (Aufnahme um 1890)

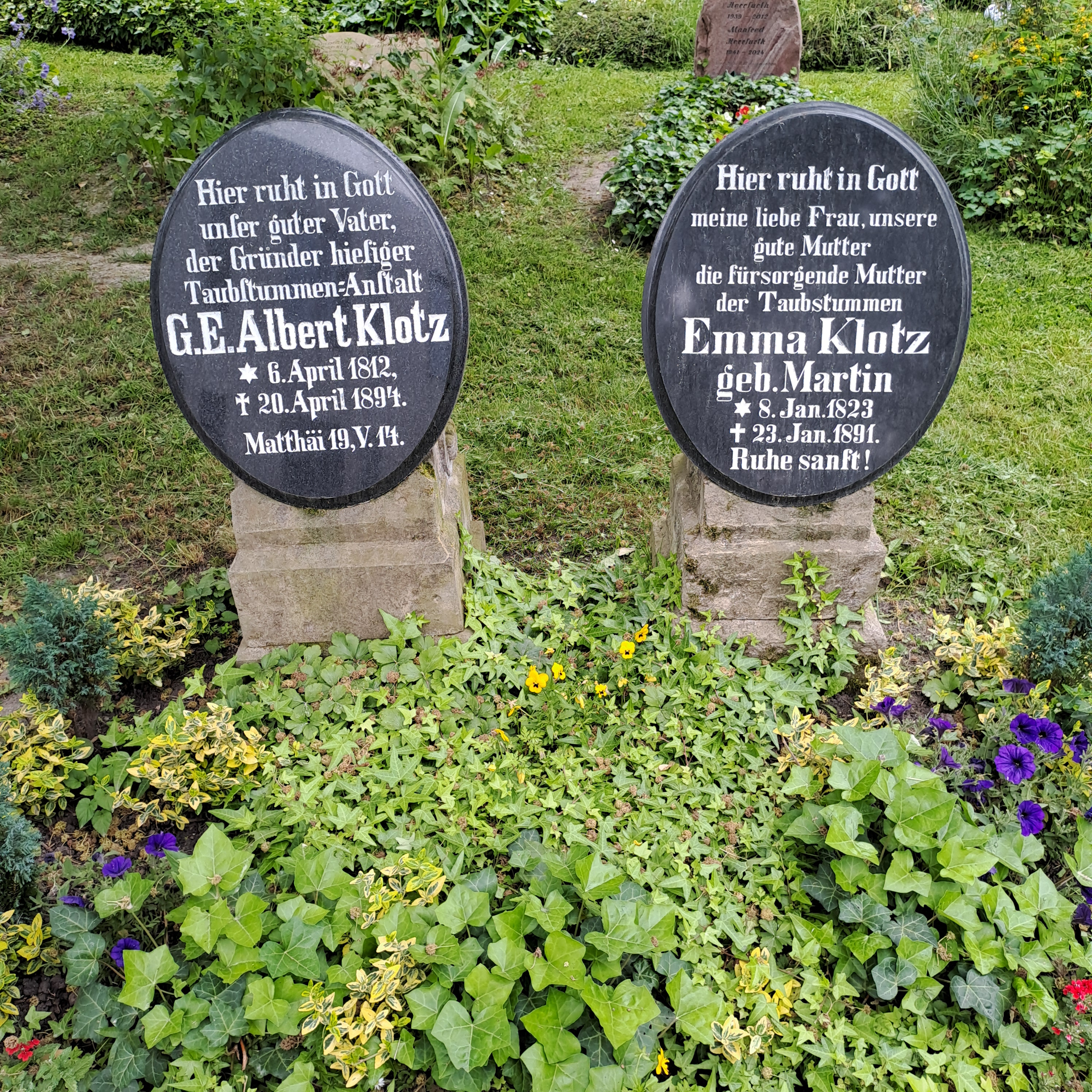
Grab von Albert Klotz und seiner Frau auf dem Laurentiusfriedhof Halle

Albert Klotz (* 6. April 1812 in Halle (Saale); † 21. April 1894 ebenda) war ein deutscher Lehrer für Gehörlose.

## Leben
Klotz wurde als Sohn eines Töpfermeisters geboren. Seine Lehrausbildung absolvierte er am Königlichen Lehrerseminar in Weißenfels. Dort erhielt er auch eine Zusatzausbildung zum Unterrichten von Taubstummen.
Im Jahr 1834 wurde er Lehrer an der „Vereinigten Stadtschule“ in Halle. Parallel dazu begann er taubstumme Kinder zu unterrichten, zunächst in seiner Privatwohnung. 
Anfang 1835 gründete Klotz ein privates Institut für Taubstumme, aus dem später die Taubstummenanstalt in Halle hervorging. 1836 bekam er sein eigenes Schulzimmer in der Rathausstraße. Ab 1839 konnten auch Erwachsene am Gehörlosenunterricht teilnehmen. Ab 1841 war Albert Klotz Lehrer an der Bürgerschule.
Durch Spenden und den Verkauf von Kupferstichen, die Klotz mit seinen Schülern angefertigt hatte, konnte 1845 von der Universität ein Haus am Jägerplatz erworben werden, das bis 1908 als Schulgebäude genutzt wurde. 1848 wurde das Haus eine Sonntagsschule für erwachsene Gehörlose. 1874 kam ein russischer Lehrer, um zu studieren.
Nachdem Klotz Anfang 1890 in den Ruhestand getreten war, wurde die bis dahin privat geführte Anstalt in die Verwaltung der Provinz Sachsen überführt. In 55 Dienstjahren hat Klotz über 400 Gehörlose ausgebildet. 
Die Ruhestätte von Albert Klotz befindet sich auf dem Laurentiusfriedhof am Neumarkt in Halle (Saale).

## Landesbildungszentrum für Hörgeschädigte
Bis 1982 wurden die Schüler am Jägerplatz unterrichtet. Im gleichen Jahr wurden die Gehörlosenschule „Albert Klotz“ und die Schwerhörigenschule „K. E. Ziolkowski“ zu einer Schule für Hörgeschädigte zusammengelegt. Das Gebäude befand sich in der Südstadt von Halle, in der Jamboler Straße. Das dazugehörige Internat war nicht weit entfernt und konnte etwa 150 Schüler aufnehmen. Heute befindet sich das LBZ für Hörgeschädigte in der Murmansker Straße 12. Es ist ein Neubau mit einem Schülerwohnheim. In der Schule lernen derzeit 150 Schüler.

## Quelle
- SN stellt vor: Persönlichkeiten aus der Heimatgeschichte

| Personendaten    | Personendaten                  |
| ---------------- | ------------------------------ |
| NAME             | Klotz, Albert                  |
| KURZBESCHREIBUNG | deutscher Lehrer für Gehörlose |
| GEBURTSDATUM     | 6. April 1812                  |
| GEBURTSORT       | Halle (Saale)                  |
| STERBEDATUM      | 21. April 1894                 |
| STERBEORT        | Halle (Saale)                  |